# Greg Grunberg
Greg Grunberg, född 11 juli 1966 i Los Angeles i Kalifornien, är en amerikansk skådespelare.
Åren 2006 till 2010 spelade han rollen som Matt Parkman i TV-serien Heroes på NBC. Andra noterbara roller är Sean Blumberg i Felicity (1998–2002) och Eric Weiss i Alias (2001–2006), båda producerade av barndomsvännen J.J. Abrams.

## Filmografi (urval)

### Filmer
- 1998 – BASEketball
- 1998 – Senseless
- 2000 – Hollow Man
- 2006 – Mission: Impossible III
- 2015 – Star Wars: The Force Awakens
- 2019 – Star Wars: The Rise of Skywalker

### TV-serier
- 1998–2002 - Felicity
- 2001–2006 - Alias
- 2004 – Lost (pilot)
- 2006 – House
- 2006–2009 – Heroes
- 2013–2014 – Masters of Sex (TV-serie)
- 2025 – Duster (TV-serie)

### Datorspel
- 2011 – L.A. Noire